# القاعدة العليا (أفلح الشام)

تعديل مصدري - تعديل

القاعدة العليا هي إحدى قرى عزلة بني حفيظ والمكارمة بمديرية أفلح الشام التابعة لمحافظة حجة، بلغ تعداد سكانها 183 نسمة حسب تعداد اليمن لعام 2004.